# Vetor (DNA)
Um vetor é uma molécula de DNA em que o fragmento de DNA a ser clonado é ligado ao DNA de uma célula.
Um vetor pode, por exemplo, carregar consigo um gene resistente a antibióticos, replicar-se com autonomia, e possuir uma sequência conhecida por endonuclease.